# 杰马尔·居尔塞尔
杰马尔·居尔塞尔（土耳其語：Cemal Gürsel，土耳其語發音：[dʒeˈmaɫ ɟyɾˈsel]，1895年10月13日—1966年9月14日），土耳其陆军司令，1960年5月27日发动军事政变，推翻民主党的阿德南·曼德列斯政府，后担任土耳其总理和第四任土耳其总统。

## 生平
居尔塞尔1895年生于土耳其东部埃尔祖鲁姆一个阿列维库尔德人地主家庭。父亲是奥斯曼帝国军队军官。居尔塞尔毕业于伊斯坦布尔库列利军事高中(Kuleli military high school)。自童年以来他在学校就是一个受欢迎的人物，因此被人戏称为“杰马尔老大哥”(Ağa Cemal)。
他在军队服役长达45年。在第一次世界大战期间，他参加了在达达尼尔海峡加利波利的恰纳卡莱战役，在第12个炮兵团第1营担任中尉营长，1915年获得战争奖章。1917年在巴勒斯坦和叙利亚战场参战，1918年9月19日被英军俘虏，当时他是第41团第5营营长。作为战俘在埃及呆到1920年10月6日被释放。
居尔塞尔回到安纳托利亚，参加穆斯塔法·凯末尔领导的土耳其独立战争。战后在军事学院进修，1929年作为参谋毕业。从1946年起，他在军中逐渐上升到四星上将，担任过首席情报官和地面部队的指挥官，1957年任第三军军长，1958年晋升为陆军司令。

## 军事政变
1960年4月16日执政的民主党利用在议会中的多数，通过一项禁止所有政治活动和成立一个调查委员会的法案，企图借此打击反对派。27日调查委员会开始拘捕市民，强行关闭了所有报刊。于是反对党共和人民党议员退出议会，伊斯坦布尔大学和安卡拉大学学生上街示威游行，军警冲进学校，大学关闭。安卡拉的政治学院和军事学院也参加了示威活动，到了5月27日，当街上的群众示威活动达到高潮时，时任陆军司令的居尔塞尔率领一些军官指挥伊斯坦布尔和安卡拉的部队，逮捕了总统杰拉勒·拜亚尔、总理阿德南·曼德列斯和内阁的大部分以及议会的民主党议员，由38名军官和将军组成民族团结委员会，居尔塞尔为委员会主席，由他领导临时政府，实行军管，政变在没有流血的情况下为全国所承认。
委员会执政只有一年多，它主要致力于审判民主党领导人和起草新宪法，1961年9月前总理阿德南·曼德列斯、前外交部长法尔卢、前财政部长哈桑·波拉特坎被判处绞刑，总统杰拉勒·拜亚尔被判处终身监禁。

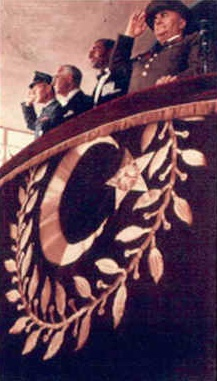
居尔塞尔作为国家元首接见北约指挥官诺斯塔德空军上将，1960年10月29日.

1961年5月27日议会通过了新宪法，10月15日举行大国民议会选举，居尔塞尔被选为总统。
1961年早期居尔塞尔开始患上麻痺症状，随后病情逐渐加剧，1966年2月2日居尔塞尔被美国总统林登·约翰逊派来的私人飞机“蓝鸟”空运到美国华盛顿特区的沃尔特里德陆军医疗中心治疗。一个星期后，由于一系列新的中风瘫痪，他陷入昏迷。3月24日土耳其政府决定将他运回土耳其。3月28日议会依照宪法以健康原因终止他的总统任期，1966年9月14日6点45分在安卡拉居尔哈内军事医院因脑溢血去世，安葬在凱末爾紀念館院子的自由烈士纪念碑旁边，1988年8月27日迁移到新建的土耳其国家公墓。
居尔塞尔1927年与海军哈米迪耶(Hamidiye)护卫舰一个军官的女儿麦拉哈特(Melahat)结婚，有一个儿子，穆扎费尔(Muzaffer)。